# Billings, Montana
Billings är den största staden i delstaten Montana i USA med cirka 104 000 invånare (2010). Billings är administrativ huvudort (county seat) i Yellowstone County.